# Taingy
Taingy est une ancienne commune française située dans le département de l'Yonne en région Bourgogne-Franche-Comté.
Le 1er janvier 2017, elle a pris le statut de commune déléguée après sa fusion avec les deux communes Fontenailles et Molesmes, fusion à l'origine de la création de la nouvelle commune Les Hauts de Forterre, de statut commune nouvelle dont elle est le siège.

## Géographie

### Communes limitrophes
|                     | Ouanne                      |          |
| Sementron           | Taingy                      | Molesmes |
| Sougères-en-Puisaye | Druyes-les-Belles-Fontaines |          |

## Politique et administration
| Période                                  | Période          | Identité           | Étiquette | Qualité |
| ---------------------------------------- | ---------------- | ------------------ | --------- | --- |
| Les données manquantes sont à compléter. |                  |                    |           | |
| 1er mai 1945                             | 18 mars 1983     | Paul Guillaumot    | RI        | Agriculteur, sénateur à partir de juillet 1959, jusqu'en 1986 Conseiller général du canton de Courson-les-Carrières (1945-1985) |
| 18 mars 1983                             | 1995             | Roger Renaud       |           | |
| 1995                                     | 2008             | Claudette Testard  |           | |
| 2008                                     | 2014             | Daniel Chambon     |           | |
| 2014                                     | 31 décembre 2016 | Mme Patrice Renaud |           | |

| Période      | Période  | Identité           | Étiquette | Qualité |
| ------------ | -------- | ------------------ | --------- | ------- |
| janvier 2017 | En cours | Mme Patrice Renaud |           |         |

## Population et société

### Démographie
L'évolution du nombre d'habitants est connue à travers les recensements de la population effectués dans la commune depuis 1793. À partir du 1er janvier 2009, les populations légales des communes sont publiées annuellement dans le cadre d'un recensement qui repose désormais sur une collecte d'information annuelle, concernant successivement tous les territoires communaux au cours d'une période de cinq ans. 
Pour les communes de moins de 10 000 habitants, une enquête de recensement portant sur toute la population est réalisée tous les cinq ans, les populations légales des années intermédiaires étant quant à elles estimées par interpolation ou extrapolation. Pour la commune, le premier recensement exhaustif entrant dans le cadre du nouveau dispositif a été réalisé en 2008,.
En 2014, la commune comptait 314 habitants, en évolution de +2,95 % par rapport à 2009 (Yonne : −0,46 %, France hors Mayotte : +2,49 %).
| 1793 | 1800 | 1806 | 1821  | 1831  | 1836 | 1841  | 1846  | 1851  |
| ---- | ---- | ---- | ----- | ----- | ---- | ----- | ----- | ----- |
| 852  | 826  | 890  | 1 054 | 1 063 | 972  | 1 026 | 1 036 | 1 048 |

| 1856  | 1861 | 1866  | 1872  | 1876  | 1881 | 1886 | 1891 | 1896 |
| ----- | ---- | ----- | ----- | ----- | ---- | ---- | ---- | ---- |
| 1 016 | 995  | 1 035 | 1 029 | 1 017 | 953  | 937  | 932  | 879  |

| 1901 | 1906 | 1911 | 1921 | 1926 | 1931 | 1936 | 1946 | 1954 |
| ---- | ---- | ---- | ---- | ---- | ---- | ---- | ---- | ---- |
| 760  | 813  | 725  | 610  | 615  | 558  | 516  | 547  | 522  |

| 1962 | 1968 | 1975 | 1982 | 1990 | 1999 | 2008 | 2013 | 2014 |
| ---- | ---- | ---- | ---- | ---- | ---- | ---- | ---- | ---- |
| 516  | 442  | 367  | 335  | 262  | 254  | 304  | 310  | 314  |

### Manifestations culturelles et festivités
L'association « Les amis du patrimoine » organise un festival de spectacles de rue fin mai depuis 2005, une randonnée des vignes à la fin de l'été et différentes manifestations.

## Culture et patrimoine

### Lieux et monuments
- Église Saint-Martin de Taingy[6].
- Carrière d'Aubigny

### Personnalités liées à la commune
- Paul Guillaumot (1913-2011), homme politique, fut maire de la commune.

## Pour approfondir